# Монтелонго
Монтелонго, Монтелонґо (італ. Montelongo) — муніципалітет в Італії, у регіоні Молізе,  провінція Кампобассо.
Монтелонго розташоване на відстані близько 210 км на схід від Рима, 30 км на північний схід від Кампобассо.
Населення — 374 особи (2014).

## Демографія
Населення за роками:

Станом на 1 січня 2023 року в муніципалітеті офіційно проживало 8 іноземців з 4 країн, серед них 4 громадяни країн Євросоюзу.

## Сусідні муніципалітети
- Бонефро
- Монторіо-ней-Френтані
- Ротелло
- Санта-Кроче-ді-Мальяно